# Ống nano carbon

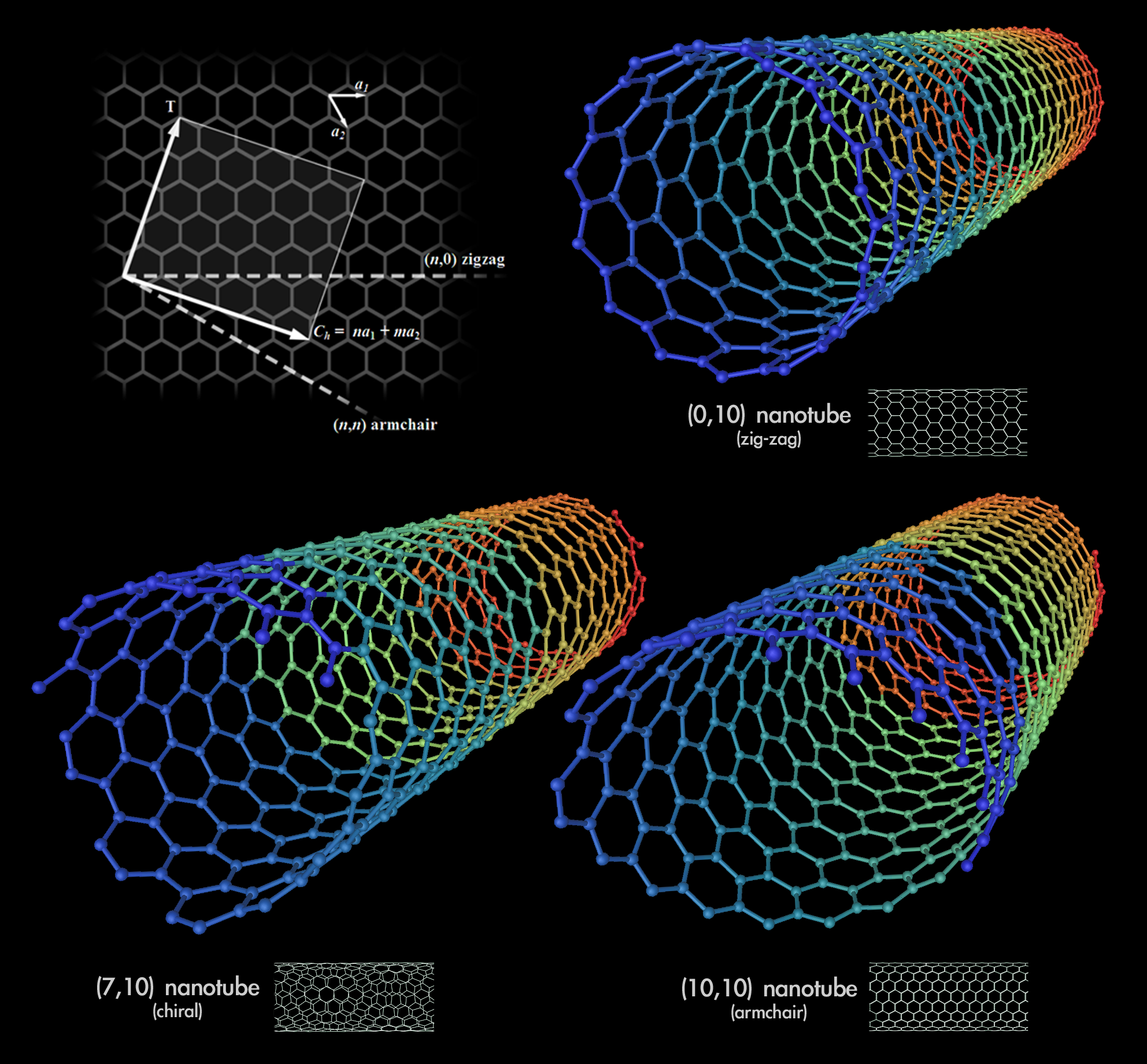
Mô hình 3D của ba loại ống nano carbon đơn vách.

Hoạt hình cho thấy cấu trúc 3 chiều của một ống nano.

Các ống nano carbon (Tiếng Anh: Carbon nanotube - CNT) là một dạng thù hình của carbon. Một ống nano carbon đơn vách là một tấm than chì độ dày một-nguyên-tử cuộn tròn lại thành một hình trụ liền, với đường kính cỡ nanomet. Điều này xảy ra trong các cấu trúc nano mà ở đó tỉ lệ giữa chiều dài và đường kính vượt trên 10.000. Các phân tử carbon hình trụ đó có các tính chất thú vị làm cho chúng có khả năng hữu dụng cao trong rất nhiều ứng dụng của công nghệ nano, công nghiệp điện tử, quang học, và một số ngành khoa học vật liệu khác. Chúng thể hiện độ bền đáng kinh ngạc và các tính chất điện độc đáo, và độ dẫn nhiệt hiệu quả. Các ống nano vô cơ cũng đã được tổng hợp.
Ống nano là một loại cấu trúc fullerene, trong đó cũng bao gồm cả buckyball. Trong khi buckyball có dạng hình cầu, một ống nano lại có dạng hình trụ, với ít nhất một đầu được phủ bởi một bán cầu có cấu trúc buckyball. Tên của chúng được đặt theo hình dạng của chúng, do đường kính của ống nano vào cỡ một vài nanomet (xấp xỉ nhỏ hơn 50.000 lần một sợi tóc), trong khi độ dài của chúng có thể lên tới vài milimet. Các nhà nghiên cứu ở đại học Cincinnati (UC) đã phát triển một quá trình để xây mạng thẳng hàng các ống nano carbon cực dài. Họ đã có thể sản xuất các ống nano carbon dài 18mm  và có thể xoắn lại thành các sợi nano carbon. Có hai loại ống nano carbon chính: ống nano đơn vách (SWNT) và ống nano đa vách (MWNT).
Bản chất của liên kết trong ống nano carbon được giải thích bởi hóa học lượng tử, cụ thể là sự xen phủ orbital. Liên kết hóa học của các ống nano được cấu thành hoàn toàn bởi các liên kết sp2, tương tự với than chì. Cấu trúc liên kết này, mạnh hơn các liên kết sp3 ở trong kim cương, tạo ra những phân tử với độ bền đặc biệt. Các ống nano thông thường tự sắp xếp thành các "sợi dây thừng" được giữ với nhau bởi lực Van der Waals. Dưới áp suất cao, các ống nano có thể trộn với nhau, trao đổi một số liên kết sp2 cho liên kết sp3, tạo ra khả năng sản ra các sợi dây khỏe, độ dài không giới hạn thông qua liên kết ống nano áp suất cao.

## Các loại ống nano carbon

### Đơn vách

Cách đặt tên ống nano (n,m) có thể tưởng tượng như là một vector (C_{h}) trong một tấm than chì vô hạn mà mô tả cách "cuộn" tấm than chì để tạo ống nano. T thể hiện trục của ống, và a_{1} với a_{2} là các vector đơn vị của graphene trong không gian thực

Phần lớn các ống nano đơn vách (SWNT-Single-Walled Nanotube) có đường kính gần 1 nanomet, với độ dài đường ống có thể gấp hàng nghìn lần như vậy. Cấu trúc của một SWNT có thể được hình dung là cuộn một vách than chì độ dày một-nguyên-tử (còn gọi là graphene) thành một hình trụ liền. Cách mà tấm graphene được cuộn như vậy được biểu diễn bởi một cặp chỉ số (n,m) gọi là vector chiral. Các số nguyên n và m là số của các vector đơn vị dọc theo hai hướng trong lưới tinh thể hình tổ ong của graphene. Nếu m=0, ống nano được gọi là "zigzag". Nếu n=m, ống nano được gọi là "ghế bành". Nếu không, chúng được gọi là "chiral".
Ống nano đơn vách là loại ống nano carbon cực kì quan trọng bởi chúng thể hiện các tính chất điện quan trọng mà không ống nano đa vách nào có được. Các ống nano đơn vách là ứng cử viên sáng giá trong việc thu nhỏ kích thước sản phẩm ngành cơ điện từ cỡ micro hiện nay xuống còn nano. Sản phẩm căn bản của ngành này là dây điên, mà SWNT lại dẫn điện rất tốt. Một ứng dụng hữu ích khác của SWNT là trong việc phát triển các transitor cảm ứng (FET-field effect transitor) nội phân tử. Việc sản xuất cổng logic (logic gate) đầu tiên sử dụng FET làm bằng SWNT gần đây đã trở thành hiện thực. Bởi vì SWNT trở thành p-FET khi tiếp xúc với oxy và n-FET khi không tiếp xúc với oxy, chúng đều có thể bảo vệ một nửa SWNT khỏi bị tiếp xúc với oxy, trong khi cho tiếp xúc với oxy nửa còn lại. Kết quả là một SWNT đơn có thể hoạt động như một cửa luận lý NOT với cả loại FET n và p trong cùng một phân tử.
Ống nano đơn vách vẫn có chi phí sản xuất cao, khoảng $1500 mỗi gam vào năm 2000, và việc phát triển các phương pháp tổng hợp hiệu quả hơn là rất cần thiết cho tương lai của công nghệ nano. Nếu không thể phát hiện các phương pháp tổng hợp rẻ hơn, nó sẽ trở thành cản trở về mặt tài chính trên con đường đưa ống nano đơn vách ra ứng dụng trong thực tế. Một vài nhà cung cấp phân phối SWNT arc discharge với khoảng $50–100 vào năm 2007.

### Đa vách
Ống carbon nano đa vách (MWNT) gồm nhiều vách than chì(graphite). Có hai mô hình được sử dụng để mô tả MWNT. Trong mô hình thứ nhất có tên gọi:Russian doll, MWNT gồm nhiều ống SWNT đơn lồng vào nhau. Trong mô hình thứ hai: Parchment, MWNT được mô tả như một tấm graphite cuộn lại. Khoảng cách giữa các vách trong MWNT tương đương vách khoảng cách các vách graphite trong cấu trúc than chì, xấp xỉ 3.4 Å.
MWNT có đường kính lớn hơn SWNT, và có độ trơ với hóa chất cao hơn. Năm 2009, nhóm nghiên cứu của giáo sư James Tour ở ĐH Rice dùng KMnO4 trong H2SO4 đặc để mở ống MWNT tạo nên Graphene nanoribbon, công trình được đăng trên tạp chí nature. MWNT hai vách được gọi là DWNT, được tổng hợp trên quy mô gram vào năm 2003.
 by the bằng phương pháp CCVD.

### Vòng

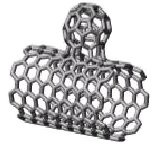
nanobud Cấu trúc của mầm ống carbon nano

Ống carbon nano vòng được tiên đoán bằng lý thuyết với nhiều tính chất đặc biệt.

### Mầm
Ống carbon nano mầm và một dạng đặc biệt, kết hợp bởi ống carbon nano và fullerene. Trong vật liệu composite, mầm fullerene đóng vai trò như là mỏ neo, giúp các ống carbon nano không trượt, giúp tăng cường độ bền của vật liệu.

### Các dạng khác

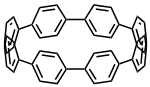
Cycloparaphenylene

Ống carbon nano dài 18.5 cm được báo cáo vào năm 2009, được tổng hợp trên nền Silic bằng phương pháp CVD cải tiến.
Ống carbon nano ngắn nhất được biết đến là phân tử cycloparaphenylene, được tổng hợp vào đầu năm 2009.
Ống carbon nano mỏng nhất là loại ghế bành (armchair) (2,2) với đường kính 3Å, được tổng hợp trong lòng ống carbon nano đa vách. Việc xác định loại ống được thực hiện bằng kính hiển vi điện tử quét truyền qua độ phân giải cao(HRTEM), máy quang phổ raman và lý thuyết mật độ chức năng(DFT).

## Ứng dụng

### Chế tạo transistor hiệu ứng trường (CNT-FET)
CNT-FET là transistor hiệu ứng trường sử dụng một hoặc nhiều ống nano carbon làm kênh dẫn (kênh nối giữa Source và Drain) thay vì silicon trong MOSFET truyền thống. Được nghiên cứu lần đầu tiên vào năm 1998, và kể từ đó có nhiều phát triển đáng kể.
Theo định luật Moore, kích thước của các linh kiện bán dẫn (transistor) sẽ giảm đi khoảng hai lần mỗi hai năm. Việc chạy đua thu nhỏ linh kiện này là động lực cho những tiến bộ khoa học - công nghệ kể từ cuối thế kỷ 20. Tuy nhiên, tới phiên bản ITRS 2009, việc thu nhỏ hơn nữa phải đối mặt với các giới hạn nghiêm trọng liên quan đến công nghệ chế tạo và hiệu suất thiết bị khi kích thước kênh của transistor thu hẹp xuống phạm vi dưới 22 nm. Các giới hạn liên quan đến đường đi của electron (electron tunneling) chạy qua kênh quá ngắn và màng cách điện mỏng, dòng điện bị rò khi chưa có kích thích, lãng phí dòng điện chạy thụ động, hiệu ứng xảy ra do kênh ngắn và sự sai lệch cấu trúc thiết bị và doping. Những giới hạn này có thể được khắc phục ở một mức độ nào đó và tạo điều kiện tiếp tục thu nhỏ kích thước thiết bị bằng cách thay đổi vật liệu làm kênh trong cấu trúc MOSFET truyền thống bằng một hoặc nhiều ống nano carbon.

### Chế tạo sensor đo lường độ ẩm
Tạo ra những tấm phim cảm biến (sensing films) từ ống nano carbon và Nafion. Hợp chất được tạo ra bằng phương pháp Spin Coating. Người ta dùng tấm phim này phủ lên điện cực của QCM (Quartz Crystal Microbalances) để  đo lường độ ẩm trong khoảng 8.50 đến 15,300 ppmv. Trong điều kiện độ ẩm thấp, hợp chất CNT/Nafion phủ lên điện cực bằng vàng của QCM cho ra kết quả tuyến tính với độ nhạy tuyệt vời, phản hồi nhanh và thời gian khôi phục ngắn (ít hơn 5s - ở điều kiện thử nghiệm là 15.76 ppmv).

### Truyền tải nhiệt bằng dung dịch CNT lỏng[14]
So với các hạt nano Al2O3, CuO, TiO2, Cu, Fe, dung dịch CNT với nồng độ thấp và phân tán có độ dẫn nhiệt rất cao (~3000W/mK). Lý do là bởi vì CNT có đặc tính dẫn nhiệt rất gần với kim cương với diện tích bề mặt lớn, carbon phân bố trên CNT thành hình trụ với hệ số L/D ~132,000,000/1.
Truyền nhiệt đóng một vai trò quan trọng trong hầu hết các ngành công nghiệp. Nhiệt tạo ra từ việc sản xuất năng lượng cần được làm lạnh với số lượng lớn. Hơn nữa, hầu hết các phản ứng hoá học đều toả nhiệt, nhiệt tạo ra từ phương tiện giao thông, máy điều hoà nhiệt độ,... nên việc dẫn nhiệt và làm nguội trở lên cấp thiết.

### Các ứng dụng khác
Ống nano carbon cũng được triển khai trong các hệ thống cơ điện nano, bao gồm các thành phần bộ nhớ cơ học (NRAM phát triển bởi Nantero Inc.) và motor điện cỡ nano (xem Motor nano).
Một cách sử dụng khác của ống nano carbon là phương tiện vận chuyển gene.
Eikos Inc ở Franklin, Massachusetts và Unidym Inc. ở Silicon Valley, California đang phát triển các tấm phim vô hình, dẫn điện làm bằng ống nano carbon để thay cho oxit thiếc indium (ITO). Phim ống nano carbon khỏe hơn phim ITO rất nhiều, làm chúng trở nên lý tưởng cho việc sử dụng trong màn hình cảm ứng và màn hình dẻo. Phim ống nano cũng rất hứa hẹn trong việc sử dụng cho màn hình máy tính, điện thoại di động, PDA, và ATM.

## Các phần mềm mô phỏng phân tử ống nano carbon
- CoNTub v1.0
- Nanorex Lưu trữ ngày 1 tháng 8 năm 2015 tại Wayback Machine
- Wrapping
- Nanotube Modeller
- TubeASP
- Tubegen

## Mô hình phân tử ống nano carbon
Carbon Nanotube Models